# Pamanaön

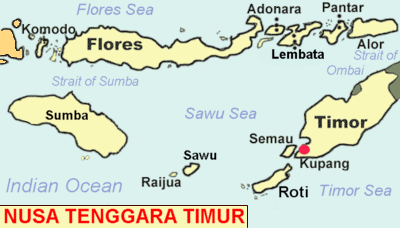
Lägeskarta

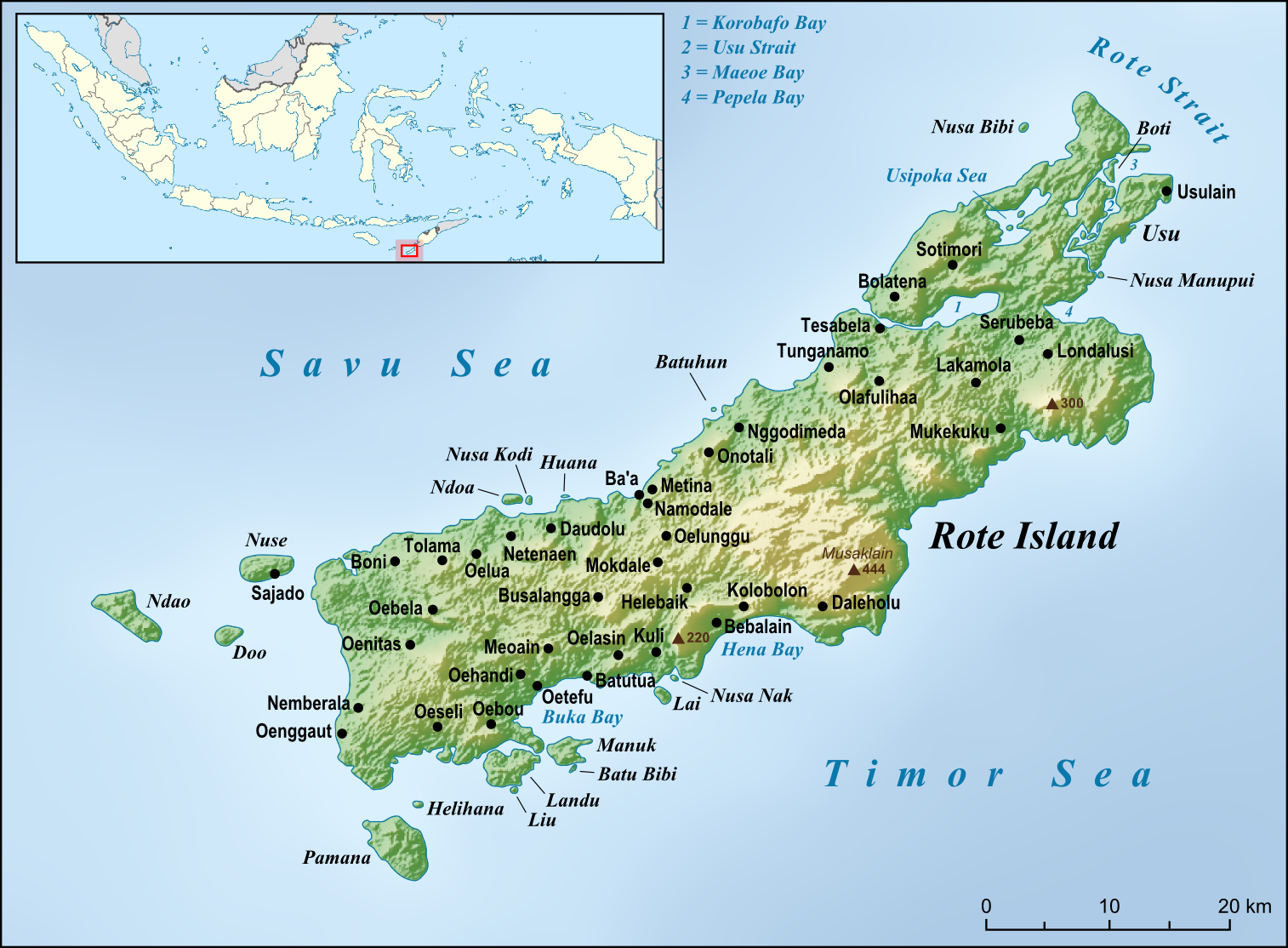
Områdeskarta

Pamanaön även Pulau Ndana, (indonesiska Pulau Ndana, tidigare även Dana och Dona) är en ö i provinsen Nusa Tenggara Timur i södra Indonesien. Ön är den sydligaste punkten både i Indonesien och i världsdelen Asien och är en av världens yttersta platser. Den sydligaste punkten på Asiens fastland är Kap Piai i Malaysia.

## Geografi
Pamana ligger cirka 2 km söder om Pulau Roti bland Små Sundaöarna i Timorsjön och cirka 150 km norr om Ashmore- och Cartieröarna. Indonesiens huvudstad Jakarta ligger cirka 1 800 km väster om Pamana.
Den obebodda ön har en yta på cirka 15 km² och den högsta höjden är Letek Ndana på cirka 50 m ö.h. Ön sträcker sig cirka 5 km i nord-sydlig riktning och cirka 3 km i öst-västlig riktning.
Förvaltningsmässigt utgör ön en del av området Kecamatan Rote Barat Daya i distriktet Kabupaten Rote Ndao i provinsen Nusa Tenggara Timur.

## Historia
Enligt lokala legender har ön tidigare varit bebodd men alla invånare massakrerades under en attack under 1600-talet.